# Jałaniec
Jałaniec (ukr. Яланець, Jałaneć) – wieś na Ukrainie, w rejonie tomaszpolskim obwodu winnickiego.

## Pałac
- pałac wybudowany z piaskowca, od frontu schody do wejścia, od ogrodu taras z balustradą. Własność Giżyckich[4].